# Dominic Arrisol
Dominic Arrisol, né le 5 août 1992,, est un coureur cycliste seychellois.

## Palmarès et résultats

### Palmarès par année
- 2013
  -  Champion des Seychelles sur route
  -  Champion des Seychelles du contre-la-montre
  - Independence Day Race
- 2015
  -  Médaille de bronze du contre-la-montre par équipes aux Jeux des îles de l'océan Indien
- 2016
  -  Champion des Seychelles du contre-la-montre
  - Labour Tour :
    - Classement général
    - 2e étape (contre-la-montre)

  - 2e (contre-la-montre par équipes) et 3e étapes du Mid-Year Tour[3]
  - Peter Alphonse Memorial
  - 2e du championnat des Seychelles sur route
- 2017
  -  Champion des Seychelles du contre-la-montre
  - 2e du championnat des Seychelles sur route

### Classements mondiaux
| Année           | 2017 |
| --------------- | ---- |
| UCI Africa Tour | 210e |